# Lufbery

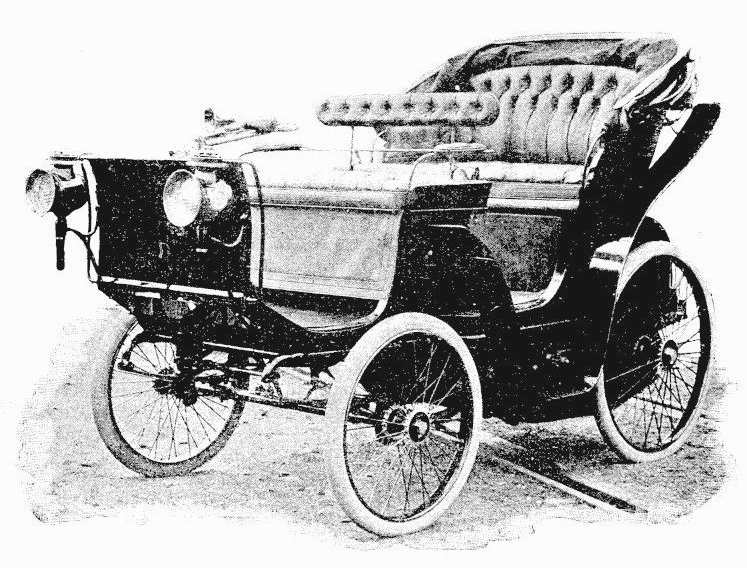
Lufbery 4 CV mit Wendegetriebe (1898)

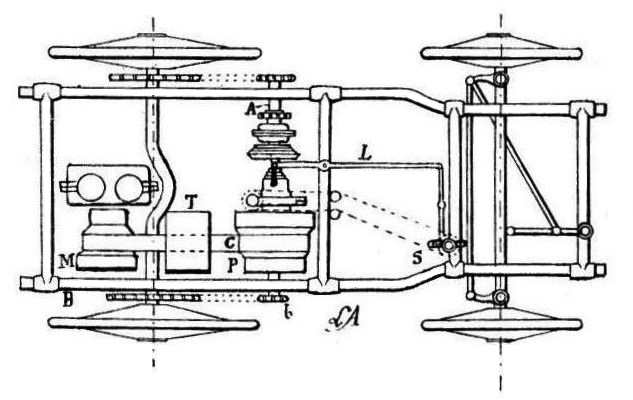
4 CV mit Wendegetriebe (1898), Draufsicht

C. E. Lufbery war ein französischer Hersteller von Automobilen. In der Literatur ist auch die Schreibweise Lufbéry zu finden.

## Unternehmensgeschichte
Charles-Edouard Lufbery gründete 1898 das Unternehmen in Chauny zur Produktion von Automobilen. Der Markenname lautete Lufbery. An der Produktion war Broquelin et Dupré beteiligt. 1902 endete die Produktion.

## Fahrzeuge
Das erste Modell von 1898 hatte eine viersitzige Victoria-Karosserie, Speichenräder und einen Daimler-Zweizylindermotor, der 4 PS leistete. Eine Besonderheit war das von Charles E. Lufbery entwickelte „Wendegetriebe“ (original französisch: transmission à renversement de marche), das mittels Zahnrad- und Riemenmechanik drei Vorwärts- und drei – etwas langsamer übersetzte – Rückwärtsgänge hatte. Das Fahrzeug sollte zwischen 6.000 und 7.000 francs kosten.
Ab 1900 kam ein selbst entwickelter Zweizylindermotor mit 6 PS Leistung zum Einsatz.